# Prokrustes
Prokrustes (Prokrust) (stgr. Προκρούστης) – znana pod tym przydomkiem, negatywna postać z mitologii greckiej o imieniu Damastes (stgr. Δαμάστής) lub Polypemon (stgr. Πολυπήμων). 

## W mitologii
Był synem Posejdona, rozbójnikiem czyhającym na swe ofiary przy drodze z Megary do Aten. Odziany w wilczą skórę i uzbrojony w maczugę, miał zwyczaj zapraszać swe ofiary do domu i umieszczać na łożu za krótkim albo za długim. W pierwszym wypadku odrąbywał im wystające nogi, w drugim – rozciągał ciało dopóki ofiara nie skonała. Został zgładzony przez Tezeusza, który napotkał go jako jednego z pięciu zbójów w drodze z Trojzeny do Aten.

## W symbolice współczesnej
Wyrażenie „Prokrustowe łoże” oznacza w przenośni system, doktrynę albo politykę zmuszające przemocą do dostosowania się do czegoś narzuconego lub do ulegania czemuś z rażącym pominięciem indywidualnych różnic bądź szczególnych okoliczności.
Motyw ten wykorzystał Zbigniew Herbert w wierszu Damastes z przydomkiem Prokrustes mówi.
Termin „prokrustyka” pojawia się w powieści Eden Stanisława Lema, gdzie oznacza przymusowe dopasowywanie jednostek bądź całego społeczeństwa do określonych wzorców, podobnie jak czynił to Prokrust w przypadku swego łoża.